# Expedição punitiva do Benim
Expedição punitiva do Benim, também conhecida como Expedição punitiva de 1897, foi uma missão militar conduzida pelas forças britânicas, que contou com 1 200 homens sob o comando do almirante Sir Harry Rawson que investiu contra a Cidade do Benim, capital do Reino do Benim. A campanha durou 17 dias e o controle total do reino foi assumido pelas forças invasoras.

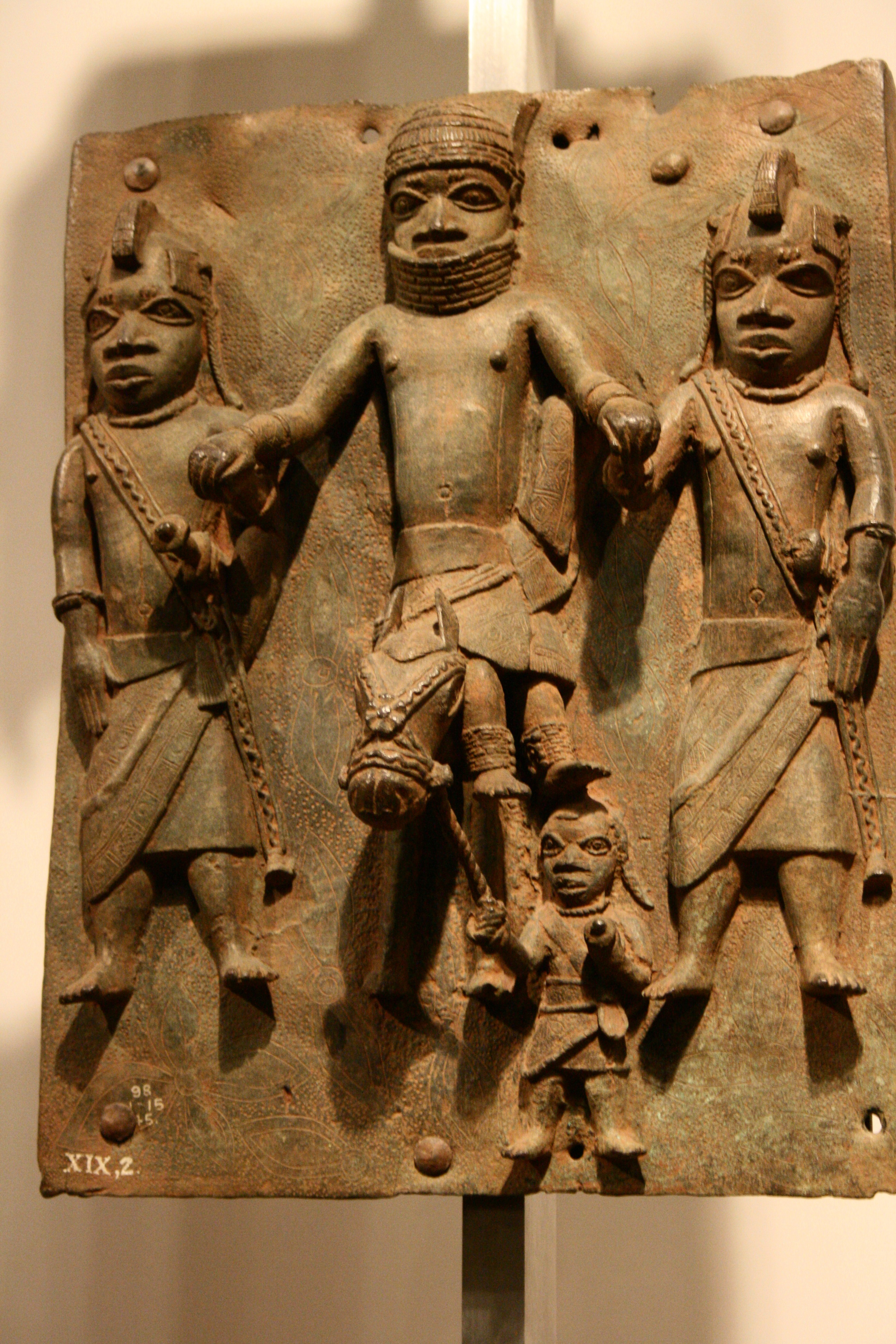
Placa de bronze originária do Benim em exposição no Museu Britânico.

Entre os bens pilhados para cobrir as despesas da expedição foram levadas esculturas em bronze que hoje fazem parte da coleção africana do Museu de Londres.

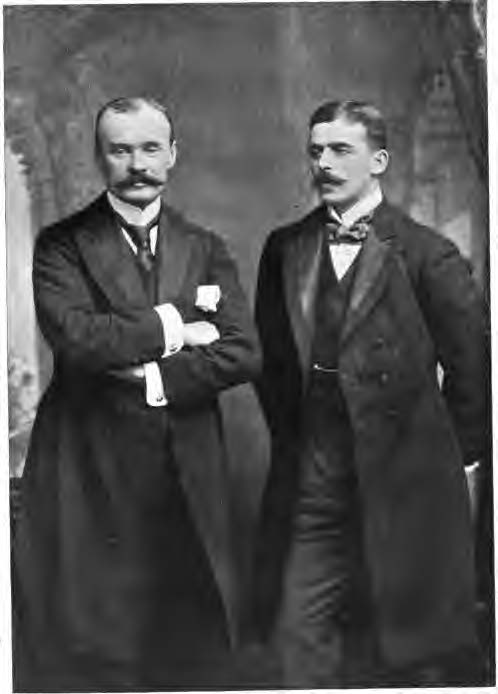
Os oficiais Boisragon e Locke, os únicos que sobreviveram o Massacre do Benim

A expedição inglesa foi em primeiro plano um ato de represália pelo ataque sofrido por uma coluna de oficiais britânicos chefiada pelo Cônsul-Geral em exercício, James Philips, e soldados indígenas disfarçados de porteiros e músicos que em 1897 tentou chegar à Cidade do Benim para atacar a cidade e depor o obá. Apenas dois oficiais sobreviveram o ataque, que ficou conhecido como o Massacre de Benim. No entanto, a expedição — assim como a coluna — insere-se no âmbito de tentativas britânicas de controlar a região e anexar o Benim para exploração dos seus recursos. A Nigéria Colonial (1800-1960) nasceu no território antes controlado pelo reino de Benim.